# Menjamel críptic
El menjamel críptic (Microptilotis imitatrix) és un ocell de la família dels melifàgids (Meliphagidae).

## Hàbitat i distribució
Habita boscos i manglars del nord-est d'Austràlia, al nord-est de Queensland.

## Taxonomia
Considerada tradicionalment una subespècie de Microptilotis gracilis, ha passat a ser considerada una espècie de ple dret, arran Nielsen 2018.